# Sint-Laureispoort
De Sint-Laureispoort was een in 1864 door architect Felix Pauwels ontworpen en onder Brialmont gebouwde en in 1970 gesloopte poort in de Stelling van Antwerpen. De poort verbond in het zuiden van Antwerpen de buurt van de Markgravelei, naar de Sint-Laurentiuskerk ook bekend als Sint-Laureis, met de Wilrijkseplein en de latere Tentoonstellingswijk. Zij vormde in haar neobarokke bouwstijl met de Kielsepoort een tweelingpoort. Tussen beide poorten lag de naar de hoek van de fronten 10 en 11 genoemde batterij en kazerne 10/11.
Van noord naar zuid met de klok mee: Oosterweelsepoort · Ekersepoort · Bredapoort · Schijnpoort · Turnhoutsepoort · Herentalsepoort · Leopoldpoort · Louisapoort · Borsbeeksepoort · Spoorbaanpoort · Berchemsepoort · Mechelsepoort · Edegemsepoort · Wilrijksepoort · Sint-Laureispoort · Kielsepoort · Boomsepoort · Spoorwegpoort · Sint-Bernardsepoort · Sint-Michielspoort · Hobokensepoort